# Герасим Лалић
Герасим Лалић (Сарајево, 1815—1891) био је српски свештеник из Сарајева.

## Биографија
Герасим Лалић рођен је у Сарајеву 1815. година на датум световања Преподобног оца Герасима. Родитељи су му били Крсто и Ана, обоје пољопривредници.
Основну школу је завршио у Сарајеву. Након тога је завршио ћурчијски занат којим се бавио све до 1854. године. Волио је да чита, а посебно је волио читати црквене књиге. Широм Сарајева је био познат као веома побожан и велики богомољац.
Због малог броја свештеника у сарајевској црквеној општини, Герасима су позвали да прими свештенички чин, након чега је постао сарајевски парох. Улагао је велике напоре да својој дужности одговори што боље, због чега је често претрпио много невоља и неугодних тренутака.
Једном приликом се кроз канал провлачио да би ушао у Кекетову кућу у Царевој улици како би у њој крстио дијете. Сарајевско љекар Валибега, примио је исламску вјеру. Његова жена, Валибеговица, била је православне вјероисповјести и кришом је водила дјецу у православну цркву гдје их је прота Герасим крстио.
Сва црквена правила и црвене обреде знао је напамет, те је због тога био одликован почасти секеларијом. Митрополит дабробосански Ђорђе Николајевић га је 25. децембра 1887. године произвео у чин протејереја.
Двије године прије упокојена, умро је син проте Герасима свештеник Никола. Српска сарајевска општина је због његовог пожртвованог службовања не пуних 37 година, одредила му је пензију у износу од 30 форинти, уз помоћ од 50 форинти.